# Tân Mộc
Tân Mộc là một xã thuộc huyện Lục Ngạn, tỉnh Bắc Giang, Việt Nam.

## Địa lý
Xã Tân Mộc có diện tích 37,13 km², dân số năm 2023 là 7.019 người, mật độ dân số đạt 189 người/km².

## Lịch sử
Ngày 27 tháng 10 năm 1962, Quốc hội ban hành Nghị quyết về việc thành lập tỉnh Hà Bắc trên cơ sở tỉnh Bắc Giang và tỉnh Bắc Ninh. Khi đó, xã Tân Mộc thuộc huyện Lục Ngạn, tỉnh Hà Bắc.
Ngày 6 tháng 11 năm 1996, Quốc hội ban hành Nghị quyết về việc chia tỉnh Hà Bắc thành tỉnh Bắc Giang và tỉnh Bắc Ninh. Khi đó, xã Tân Mộc thuộc huyện Lục Ngạn, tỉnh Bắc Giang.